# Daniela Kotrbová
Daniela Kotrbová (* 30. května 1990 Praha) je česká sportovní lezkyně a bouldristka, vicemistryně ČR v lezení na rychlost a instruktorka lezení na umělé lezecké stěně Big Wall v Praze (dříve na Ruzyni). V závodech českého poháru (druhé místo) a MČR se pravidelně umisťuje ve finále, několikrát reprezentovala Česko i na světových závodech dospělých a juniorů, ve skalách přelezla cesty obtížnosti 8a (9+/10-).

## Výkony a ocenění

### Závodní výsledky
| Mistrovství světa | Mistrovství světa |
| Rok               | 2016              |
| ----------------- | ----------------- |
| Bouldering        | 77-78             |

| Světový pohár | Světový pohár | Světový pohár |
| Rok           | 2015          | 2016          |
| ------------- | ------------- | ------------- |
| Obtížnost     | 0             | —             |
| jednotlivě*   | 47            | —             |
|               |               |               |
| Bouldering    | 0             | 0             |
| jednotlivě*   | 85-86         | 55-56,67-68   |

- poznámka: nalevo jsou poslední závody v roce

| Akademické mistrovství světa | Akademické mistrovství světa |
| Rok                          | 2016                         |
| ---------------------------- | ---------------------------- |
| Bouldering                   | 23                           |

| Mistrovství Evropy | Mistrovství Evropy |
| Rok                | 2015               |
| ------------------ | ------------------ |
| Bouldering         | 48                 |

| Mistrovství České republiky | Mistrovství České republiky | Mistrovství České republiky | Mistrovství České republiky | Mistrovství České republiky | Mistrovství České republiky | Mistrovství České republiky | Mistrovství České republiky | Mistrovství České republiky | Mistrovství České republiky | Mistrovství České republiky | Mistrovství České republiky |
| Rok                         | 2007                        | 2008                        | 2009                        | 2010                        | 2011                        | 2012                        | 2013                        | 2014                        | 2015                        | 2016                        | 2017                        |
| --------------------------- | --------------------------- | --------------------------- | --------------------------- | --------------------------- | --------------------------- | --------------------------- | --------------------------- | --------------------------- | --------------------------- | --------------------------- | --------------------------- |
| Obtížnost                   | 9-10                        | 11                          |                             | —                           | 6                           | —                           | 8                           | —                           | —                           | 6                           |                             |
| Rychlost                    | 3                           | 2                           |                             | 3                           | —                           | —                           | —                           | —                           | —                           | —                           |                             |
| Bouldering                  | —                           | 12                          |                             | 11                          | 6                           | —                           | —                           | 9                           | —                           | 5                           | 5                           |

| Český pohár | Český pohár | Český pohár | Český pohár | Český pohár | Český pohár | Český pohár | Český pohár  | Český pohár | Český pohár |
| Rok         | 2008        | 2009        | 2010        | 2011        | 2012        | 2013        | 2014         | 2015        | 2016        |
| ----------- | ----------- | ----------- | ----------- | ----------- | ----------- | ----------- | ------------ | ----------- | ----------- |
| Obtížnost   | 6           |             | —           | 7           | —           | 10          | —            | 4           |             |
| jednotlivě* | 11,7,9      |             | —           | -,6,4,-     | —           | 8,-,-,7     | —            | -,4,4,      |             |
|             |             |             |             |             |             |             |              |             |             |
| Rychlost    | 2           |             | 4-5         | —           | —           |             | —            | —           |             |
| jednotlivě* | ,-,         |             | -,,-        | —           | —           |             | —            | —           |             |
|             |             |             |             |             |             |             |              |             |             |
| Bouldering  |             |             | 8           | 4           | —           | 9           | 8            | 11          | 6           |
| jednotlivě* |             |             | 7,11,-      | ,6,8,-,7    | —           | -,-,4,5,-7  | -,9,7,6,5,10 | -,-,-,8,6,5 | 5,-,8,6,,9  |

- poznámka: nalevo jsou poslední závody v roce

- - HOJ boulder 2010, 1. místo

| Evropský pohár juniorů | Evropský pohár juniorů | Evropský pohár juniorů |
| Rok                    | 2007 kat. A            | 2008 juniorky          |
| ---------------------- | ---------------------- | ---------------------- |
| Obtížnost              | 33-34                  | 29                     |
| jednotlivě*            | 33,32,-,30,11,41       | 18,-,-,30,17           |

- poznámka: nalevo jsou poslední závody v roce

### Skalní lezení
- 2013: Die Zwei Muskeltiere, 8a (9+/10-) PP, Frankenjura, Německo
- 2014: The Dance Alone, 8a PP, Frankenjura
- 2014: Tschernobyl, 8a PP, Frankenjura
- 2015: Helios, 8a PP, Kalymnos, Řecko
- 2016: Krkavčí Matka, 8a PP, Krkavka
- 2016: Malá Postupka, 8a PP, Krkavka
- 2016: La Cucina, 8a PP, Massone, Itálie
- 2016: Manitoutwo, 7c+ (9) PP, Zillertal, Rakousko
- 2015: Nirvana, 7c (9) OS, Kalymnos, Řecko
- 2016: Menší Postupka, 7c flash, Krkavka
- 2016: Katherine Keilin, 7c PP, Padaro
- 2016: Disneland, 7c PP, Massone
- 2016: Il Calabrese, 7c PP, Massone
- 2014: Bofrost, 7b+/7c (9-/9) OS, Frankenjura
- 2015: Manou Tchao, 7b+/7c	OS, Kalymnos
- 2016: Tin Tin, 7b (8+/9-) PP, Pian Del Levro
- 2016: Saetta, 7a (8) OS, Pian Del Levro

### Bouldering
- 2015:	Be Strong, 7C, Sněžník, Labské pískovce
- 2016:	Levý Dírky, 7C, Sněžník
- 2011:	Pfeil, 7B, Bahratal, Německo
- 2011:	Větší Klenot, 7B, Sněžník
- 2009:	Schauli, 7A+/7B, Tisá - Modřín
- 2011:	Sepnu To, 7A flash, Sněžník
- 2014:	Pull Down Like De Jesus, 7A flash, Bishop
- 2011:	Wild East, 7A+, Bahratal, Německo
- 2011:	Bug-Traverse, 7A+, Bahratal, Německo